# 宓锡宠
宓锡宠，中華民國外交官。1966年7月，就任中華民國驻玻利维亚大使，1968年7月卸任。
宓錫寵曾任中華民國駐菲律賓領事。1966年7月29日，蔣中正總統派出宓錫寵作為總統特使與玻利維亞國簽訂友好條約。1967年8月，就任中華民國驻薩爾瓦多大使，1970年9月卸任。